# Maria Giuseppa Castiglione
Maria Giuseppa Castiglione detta Pia (San Vito Lo Capo, 10 novembre 1955) è una politica italiana.

## Biografia
Tra il 1991 e il 1993 è stata sindaco di San Vito Lo Capo, poi consigliere provinciale di Trapani.
Nel 2003 viene eletta per l'UDC nel consiglio comunale di San Vito Lo Capo e dal 25 maggio 2003 al 13 giugno 2008 è eletta Presidente del Consiglio Comunale.
Fino al settembre del 2010 è stata presidente provinciale dell'UDC a Trapani. Ha ufficializzato la sua adesione al PID il 3 gennaio 2011 durante un'assemblea presieduta da Calogero Mannino.
Il 22 gennaio 2011 subentra al Senato a Salvatore Cuffaro, arrestato dopo la sentenza con cui è stato condannato per favoreggiamento aggravato. Non viene rieletta alla elezioni politiche del 24-25 febbraio 2013.
Nel gennaio 2012 I Popolari di Italia Domani aderiscono a Cantiere Popolare insieme ad altre sigle e Castiglione passa dunque a questa nuova forza politica.
Dal 2021 è tra i membri del comitato direttivo del neocostituitosi partito Noi con l'Italia, nato come lista in occasione delle elezioni politiche del 2018 a cui Cantiere Popolare aveva partecipato fin dall'inizio.
Alle elezioni politiche anticipate del 25 settembre 2022 viene candidata per il Senato nel collegio plurinominale della Sicilia Occidentale come capolista di Noi moderati, lista composta da Coraggio Italia, Italia al Centro, Noi con l’Italia e UdC.